# アイドルマスター P.S.プロデューサー
『アイドルマスター P.S.プロデューサー』（アイドルマスター ピーエス プロデューサー）は、ゲーム『THE IDOLM@STER SP』に関連するインターネットラジオ番組。『アイドルマスター Radio For You!』の後番組として、2008年10月15日から2009年9月16日まで、毎週水曜日にアニメイトTVにて配信されていた。後番組として、『ラジオdeアイマSTAR☆』が配信されている。

## 概要
放送開始に先立ち、2008年10月8日より第0回が配信された。
この番組内では『ラジオdeアイマShow!』同様、リスナーをプロデューサーと呼んでいる（前番組の『Radio For You!』ではリスナー＝ファン、という位置づけだった）。
この番組では、『ラジオdeアイマShow!』での社長や『Radio For You!』での音無小鳥のような、いわゆる「天の声」はない。
第2回から第31回までゲストが毎回登場しているのも特徴である（なお、前番組の『ラジオdeアイマShow!』『Radio For You!』では、ゲストはあまり来ていなかった）。
第31回までと、それ以降で番組の方向性が大きく変わっている。第31回までは、ゲーム『THE IDOLM@STER SP』における765プロと961プロの対立構造をモチーフとして、「アイドルマスター1726」に代表する、2人のパーソナリティがゲストを巻き込んで対決する企画が多かった。しかし、2ndVisionにおいて961プロのアイドル達が765プロに加入することが正式発表された32回以降は、後述する「ExA」に見られるように、パーソナリティ2人が協力する企画が多くなっている。

## パーソナリティ
『アイドルマスター Radio For You!』より引き続き担当する中村繪里子（天海春香 役）に、新たに長谷川明子（星井美希 役）を加え、パーソナリティは2人となっている。

### ExA
ExA（エクサ）とは、パーソナリティの中村、長谷川の2人によるユニット。前番組のユニット「you-i」と同様に、リスナーからユニット名を募集し、第36回の放送で「ExA」に決定した。デビュー曲は「Looking For Love」。
ExAは、Eriko（中村） x　Akiko（長谷川）という意味合いがある。

## コーナー
各コーナーは、朝・昼・夜のスケジュールにて行う。つまり、1回あたり最大3コーナー。なお、ゲストは昼のスケジュール（2番目のコーナー）から登場するのが通例となっている。CD版においてはゲストは朝のスケジュールから登場し、昼と夜の間に夕方のスケジュールが入る。

### 通常
ミニドラマ
番組冒頭には、パーソナリティ（ゲストがいるときはゲストも）の演じているアイドル達によるミニドラマが入る。ミニドラマの最後は、キャラクターからプロデューサーに呼びかけるセリフで締めるのが通例となっている。
メールチェック
いわゆるふつおたのコーナー。第12回は「年賀状チェック」。
出演依頼ですよー
『リスナーから短いセリフのリクエストをもらい、パーソナリティやゲストが読むコーナー。
ライバルマスター
961プロに続く、新たなライバル事務所を考えるコーナー。
アイパラレドル
「他のゲームにアイマスのキャラが移植されたら？」と妄想するコーナー。中村がコーナー名をよく噛むため『アイパラ』と略されることもある。
プロデューサーレポート
アイドルマスターSPを「いつ・どこで」プレイしたら面白いかを募集(妄想)するコーナー。
アイドルマスター1726（いちななにーろく）
765プロ陣営と961プロ陣営で、ゲーム対決をするコーナー。コーナー名の「1726」は765（プロ）と961（プロ）の和。両陣営の対立解消に伴い第32回で終了。
プロデューサーレポートSP
アイドルマスターSPの感想や「いつ・どこで・どんな」プロデュース活動を実践した結果を紹介するコーナー（第20回 - ）。
P.V.プロデューサー
ExAの活動に関するコーナー。自らの手作りでExAのプロモーションビデオ(PV)を作ろうという企画（第32回 - ）。そして、「Looking For Love」のPVが最終回と同時に配信された。
プチニケーション
プロデューサーから送られてきた「シチュエーション」に登場する選択肢を選び、思い出をためるコーナー（第32回 - ）。
ヴァーチャル・ExAツアー
プロデューサーから送られた情報を元に、架空の全国ツアーを行うコーナー（第33回 - ）。第36回でExAの名称が決まるまでのコーナータイトルは『ヴァーチャル・○△□×ツアー』。
I Want ふるふるレッスン
「パーソナリティがやりたいこと」を自主的にレッスンするコーナー（第33回 - ）。
765アルティメイト
765プロのアイドルが仲間として切磋琢磨するため、個人戦でゲーム対決をするコーナー（第38回 - ）。かつての「アイドルマスター1726」の流れを汲んでいる。
自己紹介
コーナーではないが、早朝のリクエスト（番組冒頭）でのパーソナリティの自己紹介時および昼のコーナー前のゲストの自己紹介時に、いつしかリスナーからの「××のように（演じて）」というリクエストに応えて行うようになった。また後には、ゲストが次回のリクエストを残していくようになった。
プロデューサーへのメール
番組の最後には、パーソナリティ（ゲストがいるときはゲストも）の演じているアイドル達のうちいずれか一人から、プロデューサーへのメールが読み上げられる。メールの内容は、アイドルの視線からその回の番組を振り返っての感想が多い。

### 単発
プロフィール作成
ゲストについて紹介するコーナー（第2、3回のみ）。
SPレポート
アイドルマスターSPをプレイしてゲームの雰囲気を伝えるコーナー（第12回のみ）。
アサミンゴスPレポート
アサミンゴスP（今井麻美）がパーソナリティに愛のムチを入れたり、アイドルマスターSPの攻略のコツを紹介するコーナー（第20回のみ）。
妄想チェック
普通の妄想を紹介する『ふもう』のコーナー（第24回のみ）。
小鳥パラダイス
「アイマスキャラが他のゲームに出演したら…」と、小鳥さんと一緒に妄想してみんなで幸せになるコーナー（第24回のみ）。
妄想依頼ですよー
リクエストをいただいた妄想依頼を具現化するコーナー（第24回のみ）。
P.S.バースデイ
長谷川明子と沼倉愛美の誕生日を祝うコーナー（第26回のみ）。
プレゼントマスター1726
誕生日プレゼントを賭けて長谷川明子と沼倉愛美がゲーム対決をするコーナー（第26回のみ）。
P.S.プレイバック
リクエストが多かった名場面を振り返るコーナー（DJCD アイドルマスター P.S.プロデューサー Vol.1のみ）。
プロデューサー ツアーレポート
アイドルマスターの4周年ツアーを振り返るコーナー（第34回のみ）。
DSレポート
アイドルマスターDSをプレイしてゲームの雰囲気を伝えるコーナー（第47回のみ）。
公録レポート
公開録音イベントの感想を紹介するコーナー（最終回のみ）。

## エピソード
- 第24回は配信日の4月1日にちなんで、番組名を「アイドルマスター P.S.ドリーマー」として、パーソナリティを滝田樹里、ゲストを中村繪里子、長谷川明子として、番組を進行した。

## 放送リスト
| 放送回 | 配信日     | サブタイトル | ゲスト             |
| ------ | ---------- | --- | ------------------ |
| 第0回  | 2008/10/8  | 『エピローグとプロローグ、ってことでいいんだよね？(美希)』                                                        |                    |
| 第1回  | 2008/10/15 | 『新番組、始まりますよ～！プロデューサーさん！(春香)』                                                            |                    |
| 第2回  | 2008/10/22 | 『プロジェクト・フェアリー、集合なの！(美希)』                                                                    | 原由実、沼倉愛美   |
| 第3回  | 2008/10/29 | 『よく考えたらいきなり1対3って、ハンデきつすぎません？(春香)』                                                    | 原由実、沼倉愛美   |
| 第4回  | 2008/11/5  | 『1回噛んだからって細かく突っ込むのは、いや！(美希)』                                                             | 原由実             |
| 第5回  | 2008/11/12 | 『伝説って、簡単に作れるものなのですね(貴音)』                                                                    | 原由実             |
| 第6回  | 2008/11/19 | 『ねぇ、すご～く大事なこと、忘れてない？(春香)』                                                                  | 下田麻美           |
| 第7回  | 2008/11/26 | 『兄ちゃん兄ちゃん、「嫁」ってど→いう意味？(亜美)』                                                               | 下田麻美           |
| 第8回  | 2008/12/3  | 『年末でもミキはゆっくりしたいの(美希)』                                                                          | 沼倉愛美           |
| 第9回  | 2008/12/10 | 『自分、テンションの高さなら負けないよ(響)』                                                                      | 沼倉愛美           |
| 第10回 | 2008/12/17 | 『私たちの新曲、聴いてくれていますか？(千早)』                                                                    | 今井麻美           |
| 第11回 | 2008/12/24 | 『サンタさん、プレゼントは何ですか？(春香)』                                                                      | 今井麻美、坂上陽三 |
| 第12回 | 2009/1/7   | 『謹賀新年、2009年は961プロの活躍に期待しててください(貴音)』                                                     | 原由実、沼倉愛美   |
| 第13回 | 2009/1/14  | 『どんなオーディションだって、なんくるないさー！(響)』                                                            | 原由実、沼倉愛美   |
| 第14回 | 2009/1/21  | 『真くんがゲストだからミキ、いつも以上にがんばるの(美希)』                                                        | 平田宏美           |
| 第15回 | 2009/1/28  | 『相手の心を読み取るのも戦略のひとつですね！(真)』                                                                | 平田宏美           |
| 第16回 | 2009/2/4   | 『1日過ぎちゃいましたけど、鬼は〜外、福は〜内！(春香)』                                                           | 仁後真耶子         |
| 第17回 | 2009/2/12  | 『あの、私は逆チョコも大歓迎ですー(やよい)』                                                                      | 仁後真耶子         |
| 第18回 | 2009/2/18  | 『前夜祭ですよ、準備は万全ですか？プロデューサー(律子)』                                                          | 若林直美           |
| 第19回 | 2009/2/25  | 『愛称は決して大事なことじゃない、って思うの(美希)』                                                              | 若林直美           |
| 第20回 | 2009/3/4   | 『アサミンゴスP、私もプロデュースしてください！(春香)』                                                           | 今井麻美           |
| 第21回 | 2009/3/11  | 『雪解けから新緑の季節へ、気持ちを新たにがんばりましょう(千早)』                                                  | 今井麻美           |
| 第22回 | 2009/3/18  | 『じ、自分は裏表のある性格じゃないと思うぞ(響)』                                                                  | 原由実、沼倉愛美   |
| 第23回 | 2009/3/25  | 『桜の花はいとをかし、と言えばいいのでしょうか(貴音)』                                                            | 原由実、沼倉愛美   |
| 第24回 | 2009/4/1   | 『4月1日はどんな妄想をしても許されるんです！(小鳥)』                                                              | 滝田樹里           |
| 第25回 | 2009/4/8   | 『妄想は夢の中だけで十分なの(美希)』                                                                              | 滝田樹里           |
| 第26回 | 2009/4/15  | 『誕生日のお祝いって、うれしいものだな(響)』                                                                      | 沼倉愛美           |
| 第27回 | 2009/4/22  | 『どんな時でも、アピールは大事ですよ！(春香)』                                                                    | 沼倉愛美           |
| 第28回 | 2009/4/30  | 『連休は～のんびりゆっくり過ごしたいですね～(あずさ)』                                                            | たかはし智秋       |
| 第29回 | 2009/5/7   | 『ミキは連休明けでも、ゆっくり寝ていたいの。あふぅ(美希)』                                                        | たかはし智秋       |
| 第30回 | 2009/5/13  | 『ライブはみんなで楽しむためにあるんですよ、プロデューサーさん(春香)』                                            | 落合祐里香         |
| 第31回 | 2009/5/20  | 『些細なことでの争いはやめてください～！(雪歩)』                                                                  | 落合祐里香         |
| 第32回 | 2009/5/27  | 『あのね…お帰りなさい、って言ってほしいの(美希)』                                                                 |                    |
| 第33回 | 2009/6/3   | 『今度ツアーをするなら、どこがいいですか？(春香)』                                                                |                    |
| 第34回 | 2009/6/10  | 『新たなステージでも、ハイターッチ！(やよい)』                                                                    | 仁後真耶子         |
| 第35回 | 2009/6/17  | 『手作りアイテムは愛をこめて作るものなの(美希)』                                                                  | 仁後真耶子         |
| 第36回 | 2009/6/24  | 『プロデューサーさん、ビッグニュースですよ！(春香)』                                                              |                    |
| 第37回 | 2009/7/1   | 『ExAって、音の響きもかっこいいの(美希)』                                                                         |                    |
| 第38回 | 2009/7/8   | 『女の子同士なら、あんなとこをタッチしてもい→んだよね？(亜美)』                                                   | 下田麻美           |
| 第39回 | 2009/7/15  | 『兄ちゃんって、どんなヘア→スタイルに興味があるの？(真美)』                                                       | 下田麻美           |
| 第40回 | 2009/7/22  | 『自分たちだけでPV、撮れるのかな？(春香)』                                                                        |                    |
| 第41回 | 2009/7/29  | 『プロデューサーを見つけることって、意外と大変なの(美希)』                                                        |                    |
| 第42回 | 2009/8/5   | 『ロケハンのついでに、お菓子でも食べませんか？(春香)』                                                            |                    |
| 第43回 | 2009/8/12  | 『ご先祖様って、夢の中でも出てくるのかな？(美希)』                                                                |                    |
| 第44回 | 2009/8/19  | 『大阪は美味しいものが多いところ、と存じております(貴音)』                                                        | 原由実             |
| 第45回 | 2009/8/26  | 『どんなステージであっても、全力でがんばります！(春香)』                                                          | 原由実             |
| 第46回 | 2009/9/2   | 『公開録音の会場で待ってるよ、ハニー(美希)』                                                                      |                    |
| 第47回 | 2009/9/9   | 『876プロって、どんなアイドルがいるのかな？(春香)』                                                               | 田中文啓           |
| 最終回 | 2009/9/16  | 『さよなら、なんて絶対言わせないの(美希)』 『きっとまた、新しいステージで会えますよね？プロデューサーさん(春香)』 |                    |

- サブタイトルは、アニメイトTV配信時に付けられたもの。
- 太字はゲストがいる回

## ゲスト
- 原由実（四条貴音 役：第2回 - 第5回、第12回 - 第13回、第22回 - 第23回、第44回 - 第45回）
- 沼倉愛美（我那覇響 役：第2回 - 第3回、第8回 - 第9回、第12回 - 第13回、第22回 - 第23回、第26回 - 第27回）
- 下田麻美（双海亜美・真美 役：第6回 - 第7回、第38回 - 第39回）
- 今井麻美（如月千早 役：第10回 - 第11回、第20回 - 第21回）
- 坂上陽三（NBGI プロデューサー：第11回）
- 平田宏美（菊地真 役：第14回 - 第15回）
- 仁後真耶子（高槻やよい 役：第16回 - 第17回、第34回 - 第35回）
- 若林直美 （秋月律子 役：第18回 - 第19回）
- 滝田樹里 （音無小鳥 役：第24回 - 第25回）
- たかはし智秋 （三浦あずさ 役：第28回 - 第29回）
- 落合祐里香 （萩原雪歩 役：第30回 - 第31回）
- 田中文啓（NBGI 広報：第47回）

## CD
DJCD EXTRA アイドルマスター P.S.プロデューサー PR For You!
2009年1月28日発売。2008年12月28日から30日に開催されたコミックマーケット75の、フロンティアワークスブースにて先行発売された。今井麻美（如月千早 役）、仁後真耶子（高槻やよい 役）をゲストに招いて新規録音した番組を収録。また、コミケ販売CD初の描き下ろしイラストを使用している。オリコンチャート最高131位。
DJCD アイドルマスター P.S.プロデューサー Vol.1
2009年4月24日発売。下田麻美（双海亜美・真美 役）、原由実（四条貴音 役）をゲストに招いて新規録音した番組を収録。また、長谷川明子が描いたイラストや、P.S.プロデューサー大百科（第0～21回までの名フレーズ集）も掲載されている。
DJCD アイドルマスター P.S.プロデューサー Vol.2
2009年8月26日発売。2009年8月14日から16日に開催されたコミックマーケット76の、フロンティアワークスブースにて先行発売された。平田宏美（菊地真 役）、沼倉愛美（我那覇響 役）をゲストに招いて新規録音した番組と、「Looking For Love」DJCDオリジナルVer.を収録。オリジナルステッカー封入。
DJCD アイドルマスター P.S.プロデューサー Vol.3
2009年10月28日発売。2枚組。2009年9月6日に行われた公開録音イベントの模様と、新規の撮り下ろしパートが収録されている。

## 公開録音
「Let's ExAite ～皆、公録さえくさ～」
2009年9月6日、サンパール荒川大ホールにて開催。ゲストは仁後真耶子（高槻やよい 役）、沼倉愛美（我那覇響 役）、原由実（四条貴音 役）。